# Carl-Erik Stockenberg
Carl-Erik Lennart Stockenberg född 11 juni 1925 i Norra Åsum i Kristianstads län, död 30 juni 1985 i Eskilstuna i Södermanlands län, var en svensk handbollsspelare. Han var vänsterhänt och spelade högernia i anfall.

## Karriär

### Klubblagsspel
Carl-Erik Stockenberg började spela handboll i IFK Kristianstad och var en av klubbens viktigaste spelare under 12 år 1944–1956. Han tog tre SM-titlar med klubben 1948, 1952 och 1953. Han  vann skytteligan fem år i rad. 1949 gjorde han som andra spelare i 10 mål i en match i högsta serien. 1951 satte Stockenberg nytt målrekord med 13 mål i en match i högsta serien, något som han tangerade på dagen fem år senare 1956. Först 1957 tangerades rekordet av en annan spelare. Som spelare var han först att göra 1 000 mål i allsvenskan. Mål nummer 1 000 sattes 3 december 1961, i en match i Idrottens Hus i Helsingborg för IF GUIF mot Vikingarnas IF. Totalt gjorde han 1 168 mål i allsvenskan, flest av alla fram till att Basti Rasmussen under 1980-talet passerade honom. Stockenberg spelade för Kristianstad till 1956 och gick sen över till IFK Borås, men bara en säsong. Han avslutade sedan karriären i IF Guif. Sista matchen spelade han säsongen 1966-1967. Han hade då gjort 287 allsvenska matcher vilket då var rekord. Stockenberg var också fotbollsmålvakt i IFK Kristianstad åren kring 1950.

### Landslagsspel
Stockenberg var också en viktig spelare i Sveriges landslag och var med och tog guld i ute-VM 1948 i Paris, och inne-VM 1954 i Göteborg. Han spelade 59 landskamper under åren 1945 till 1959 och är Stor Grabb.